# Marcelo Demoliner
Marcelo Demoliner (Caxias do Sul, 18 de janeiro de 1989) é um tenista profissional brasileiro, especialista em duplas. Sua profissionalização aconteceu no ano de 2006.
Na carreira de simples, o posto mais alto veio em 21 de setembro de 2009, quando chegou ao modesto número 232 do ranking mundial da ATP. Já nas duplas, em 27 de novembro de 2017 alcançou sua melhor colocação (34º lugar do ranking mundial da ATP). Conquistou seu 1º título ATP de duplas em 2018, no ATP 250 de Antália, após ter sido vice-campeão em 6 oportunidades. Hoje, já conquistou 3 torneios a nível ATP. Também em duplas, já foi vice-campeão do ATP 500 de Viena. Ao lado de Maria Jose Martinez Sanchez, alcançou duas semifinais de Grand Slam nas duplas mistas, no US Open 2017 e Australian Open 2018.

## Trajetória esportiva

### 2006 e 2007
O gaúcho Marcelo Demoliner se profissionalizou no ano de 2006, jogando torneios menores, os Futures. Já na temporada de 2007, jogou seu primeiro torneio de nível Challenger. Ainda em 2007, pela primeira vez chegou a decisão de um Torneio Future em simples, mas acabou ficando com o vice-campeonato, pois o paulista Ricardo Hocevar, venceu Demoliner, à época com apenas 18 anos, de virada, por 1/6, 6/3 e 6/4, na final do Porto Alegre Open de Tênis.

### 2008
Em maio de 2008, Marcelo Demoliner conquistou o título de duplas do Future de Rio Quente, em Goiás, onde ele e o tenista André Miele, de Ribeirão Preto, venceram na final o brasileiro Rodrigo Grilli e o boliviano Mauricio Doria-Medina por 2 sets a 1, parciais de 6/4, 3/6 e 10/6. Esta foi a primeira vez que Demoliner e Miele jogaram juntos. O bom resultado levou a dupla a repetir a parceria na semana seguinte, no Future de Uberlândia, em Minas Gerais, e juntos chegaram a decisão do torneio, mas acabaram ficando com o vice-campeonato pois, na final, o brasileiro Rodrigo Grilli e o boliviano Mauricio Doria-Medina 'vingaram' a semana anterior e venceram por 2 sets a 0, parciais de 6–7(3-7) e 6–7(3-7). Ainda em maio, Demoliner e Miele ficaram com o vice nas duplas do Future de Brasília depois de perderem na decisão para os compatriotas Rafael Camilo e Rodrigo Guidolin por 2 sets a 0, parciais de 6–7(4-7) e 6–7(2-7).
No final de julho de 2008, Demoliner e André Miele ficaram com o vice-campeonato de duplas do Future de Brasília depois de perderem na decisão para os compatriotas Tiago Lopes e Fernando Romboli por 2 sets a 0, com parciais de 7/5 e 6/4. Na semana seguinte, ainda em julho, pela segunda vez na carreira, Demoliner chegou a decisão de um Torneio Future em simples, mas acabou ficando mais uma vez com o vice-campeonato pois, na final do Future de Ribeirão Preto perdeu para o compatriota Alexandre Bonatto. O placar final do jogo foi um duplo 3/6.
Em setembro de 2008, Marcelo Demoliner conquistou seu primeiro título como profissional ao derrotar o argentino Alejandro Kon pelas parciais de 6/4 e 7/5 na decisão do torneio Future de Aracaju, este disputado em quadras de saibro cobertas. E sobre essa conquista ele afirmou: "É uma sensação incrível, foi uma semana muito boa. Me senti muito bem em quadra e joguei muito bem. Bom, agora vou curtir este momento".

### 2009

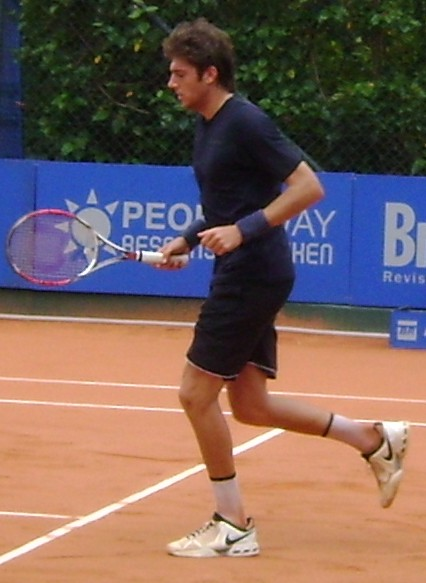
Marcelo Demoliner em 2009

Em 2009 conseguiu entrar na lista dos 300 melhores tenistas do mundo. E foi nesse ano que conquistou seu primeiro título Challenger, o de Blumenau, em Santa Catarina, onde Demoliner, à época com 20 anos, venceu a quarta edição do Aberto de Tênis de Santa Catarina, este realizado nas quadras do Tabajara Tênis Clube, em Blumenau. Na decisão, ele derrotou o paulista Rogério Dutra Silva, o Rogerinho, por 2 sets a 0, com parciais de 6/1 e 6/0, em apenas 58 minutos de jogo. Esse foi um dos melhores resultados da carreira do tenista, em simples. Já na chave de duplas do Challenger de Blumenau, Demoliner também sentiu o gosto de ser campeão, pois ele e seu companheiro de treino, Rodrigo Guidolin, venceram os compatriotas Rogério Dutra Silva e Júlio Silva na final por 7/5, 4/6 e 13/11. O Aberto de Tênis de Santa Catarina homenageou os 180 anos de imigração alemã no estado e os 150 anos do Tabajara Tênis Clube. O resultado obtido por Demoliner diante de Rogério Dutra Silva mereceu aplausos das cerca de duas mil pessoas presentes. Pois perdendo apenas um game, o tenista gaúcho demonstrou determinação desde o primeiro ponto, marcado com um ace. E depois do jogo, ele afirmou: "O saque foi determinante, pois consegui comandar os pontos. Mas o resultado não diz o que foi o jogo dentro de quadra. A tensão era muito grande e acho que consegui manejar melhor esta situação".
Ainda em 2009, o tenista gaúcho Marcelo Demoliner conquistou mais um título de torneio nível Challenger, na modalidade de duplas. E isso aconteceu no Aberto de Brasília onde, na final, ele e o paulista Rodrigo Guidolin derrotaram Ricardo Mello e Caio Zampieri pelas parciais de 6/4 e 6/2.

### 2010
Em 2010, atuando ao lado do compatriota Rodrigo Guidolin, ficou com o vice-campeonato da chave de duplas do Challenger de Bucaramanga, na Colômbia. Onde na decisão perderam o título para a dupla espanhola formada por Pere Riba e Santiago Ventura em sets diretos, por duplo 2/6.
Em maio de 2010, em uma final contra seu companheiro de treino, Demoliner superou o paulista Rodrigo Guidolin por 7/6(5) e 6/4 e conquistou o título do Tennis Classic Rio Quente, torneio da série Future disputado em Goiás. A conquista do torneio da série Future em Rio Quente foi a terceira na carreira de Demoliner. Antes, ele já havia levantado os troféus do Future de Aracaju, em 2008, e do Challenger de Blumenau, em 2009.
Na sequência, ainda em maio, em uma final que reuniu os dois principais favoritos ao título do Future de Marília, em São Paulo, o paulista Leonardo Kirche, cabeça de chave n° 2, venceu o gaúcho Marcelo Demoliner, então cabeça de chave número 1, e levantou o taça de campeão do torneio. Onde mostrando um tênis muito sólido em seu fundo de quadra, Kirche não deu chances a Demoliner, e fechou o confronto por 2 sets a 0, com parciais de 6/3 e 6/4. Já na chave de duplas, a parceria formada por Demoliner e o paulista Rodrigo Guidolin ficou com o título do Future de Marília. Onde na decisão, eles venceram os mexicanos Luis Diaz Barriga e Miguel Reyes Varela por 4/6, 6/1 e 11/9.
Em julho, Demoliner conquistou o título de simples e de duplas do torneio Future de Guarulhos, em São Paulo, onde na decisão de simples, disputada em quadra coberta, ele precisou de três horas e três minutos para virar o jogo contra o paulista Daniel Dutra Silva. Ele perdeu o primeiro set por 7/6(6), mas venceu os dois sets seguintes por 6/4. Já na partida decisiva da chave de duplas, em uma final disputada entre quatro tenistas brasileiros, Marcelo Demoliner e Rodrigo Guidolin derrotaram Rafael Camilo e Fabricio Neis pelas parciais de 6/4 e 6/3.

### 2011
No início de abril de 2011 novamente obteve bom resultado no Challenger de Blumenau, em Santa Catarina, ao ser vice-campeão da chave de simples da competição. Na decisão, o tenista argentino José Acasuso, ex-top 20 do ranking mundial da ATP, derrotou o gaúcho Marcelo Demoliner em sets diretos, por duplo 2/6, e conquistou o título do torneio catarinense.
Em agosto, ficou com o vice-campeonato da chave de simples do torneio Future de Fortaleza, no Ceará, onde na decisão, ele perdeu para o paulista Ricardo Hocevar em dois sets e, pelas parciais de 6/2 e 7/6(2). Já na chave de duplas, Demoliner e o colega de treinos Rafael Camilo ficaram com o vice-campeonato do torneio future cearense. Na final eles foram superados por Caio Zampieri e Guilherme Clezar por 2 sets a 1 e, pelas parciais de 7/6(3), 2/6 e 10/8.

### 2012
2012 foi a temporada de ascensão de Marcelo Demoliner como tenista, pois chegou a cinco finais de simples em Torneios nível Future, onde ganhou três e perdeu apenas duas. Seu maior sucesso em 2012, contudo, veio nas duplas, conquistando quatro taças em competições challenger e outras cinco em Torneios Future, além de mais dois vice-campeonatos em competições challenger.
Em fevereiro, Demoliner sagrou-se campeão da chave de simples da Copa FCT Internacional de Tênis, este um torneio da Série Futures ITF e que foi realizado no Serrano Tênis Clube, em Lages (Santa Catarina). Na decisão, ele derrotou o tenista pernambucano José Pereira por 2 sets a 0, com parciais de 7/5 e 6/4. Para chegar ao título do torneio, ele venceu cico adversários, sendo três brasileiros, um argentino e um peruano, todos por 2 sets a 0.
Em junho, Demoliner sagrou-se campeão da chave de simples do Future F3 Perú, realizado na capital peruana, Lima onde, em uma final de alto nível, ele derrotou o argentino Juan-Pablo Amado pelas parciais de 7/6(3) e 6/2, numa partida que durou 1 hora e 30 minutos.
Na semana seguinte, ainda em junho, ficou com o vice-campeonato da chave de simples do Future F4 Perú, realizado na cidade peruana de Arequipa onde, na final, perdeu para o salvadorenho Marcelo Arevalo em sets diretos e, pelas parciais de 4/6 e 5/7.
Em setembro, formou uma parceria fixa com o compatriota João Souza, o Feijão, objetivando a se tornar um duplista a nível de torneios ATP. E a parceria deu certo, pois rapidamente obteve bons resultados: cinco finais seguidas em torneios Challengers, com 3 títulos (Campinas, Rio de Janeiro e Porto Alegre) e dois vice-campeonatos (áli e Quito). Com isso, Demoliner foi se aproximando do top 100 do ranking mundial de duplas.
No inicio de dezembro confirmou o favoritismo e levantou o troféu da chave de simples do Future de Gramado, no Rio Grande do Sul, onde derrotou na decisão o paulista Pedro Zerbini, cabeça de chave número 6 do torneio, em sets diretos, com parciais de 7/5 e 6/3. O título conquistado em Gramado foi o sétimo da carreira de Demoliner, que antes já havia levantado cinco taças em Torneios Futures e uma de Challenger, em Blumenau 2009.
Na semana seguinte, ainda em dezembro, confirmou a boa fase e chegou a mais uma final. Entretanto, ficou com o vice-campeonato da chave de simples do Future de Porto Alegre, no Rio Grande do Sul, onde na decisão o paulista Tiago Lopes superou Demoliner, então cabeça de chave 1 da competição, marcando 6/4 e 6/2 em 1 hora e 34 minutos de jogo. Esta foi sua quinta final na temporada de 2012 em Torneios nível Future, perdendo apenas duas.

### 2013
Marcelo Demoliner não começou bem a temporada de 2013, pois caiu nas oitavas de final da chave de simples do Aberto de São Paulo, este um torneio de nível Challenger. Onde ele foi eliminado pelo compatriota Thiago Alves por 2 sets a 1 (4/6, 6/3 e 6/1), em 2 horas e 04 minutos de jogo. Já na chave de duplas, junto com o sul-africano Rik de Voest, ele caiu nas quartas de final do Aberto de São Paulo ao perderem por 6/3 e 6/4 para a parceria formada pelos norte-americanos Devin Britton e Austin Krajicek.
Em seguida, ele foi a Melbourne, na Austrália, para disputar o qualificatório da chave de simples do Grand Slam do Australian Open. Porém, Demoliner não foi longe, pois parou na primeira rodada do quali para o Grand Slam australiano ao perder para o tenista norte-americano Tim Smyczek em sets diretos e, por duplo 6/2.
Na sequência, já no final de janeiro, Demoliner perde de virada para o chileno Paul Capdeville e cai nas quartas de final do Challenger de Bucaramanga, na Colômbia. Eliminado na chave de simples, ele continuou vivo na competição pela modalidade de duplas. E jogando com o croata Franko Škugor conquistou o título do torneio. Onde, então cabeças de chave número 2, eles venceram na final a parceria formada pelo peruano Sergio Galdós e o argentino Marco Trungelliti em sets diretos e, pelas parciais de 7/6(8) e 6/2.
Depois, já em fevereiro, disputou o quarto torneio da temporada de 2013, e embora não tenha ido muito longe na chave de duplas do Challenger de Dallas, nos Estados Unidos, onde atuando ao lado do sul-africano Rik de Voest entrou como principal favorito ao título da competição, Demoliner chegou pela primeira vez na carreira ao top 100 do ranking mundial de duplas.
No início de março, jogando ao lado do também brasileiro João Souza, o Feijão, foi campeão da chave de duplas do Challenger de Santiago, no Chile. Onde como parceria cabeça de chave número 1 do torneio, eles bateram na final o dueto formado pelos argentinos Federico Delbonis e Diego Junqueira por 2sets a 0, parciais de 7/5 e 6/1, em apenas 69 minutos de partida.
No final de abril, Demoliner e o paulista João Souza, o Feijão, conquistaram o troféu da chave de duplas do Challenger IS Open de Tênis, no Clube Paineiras do Morumby, em São Paulo, onde na final eles derrotaram a parceria formada pelo norte-americano James Cerretani e o francês Pierre-Hugues Herbert por 6/4, 3/6 e 10/6. Esse foi o quinto título deles dois atuando juntos, sendo o quarto consecutivo.
No inicio do mês de maio, Demoliner conquistou o título da chave de duplas do Rio Quente Resorts Tennis Classic, este um torneio de nível Challenger, onde em uma final 100% brasileira, ele e Fabiano de Paula não deram chances para o dueto formado pelos compatriotas Ricardo Hocevar e Leonardo Kirche e, em apenas dois sets, levaram o troféu do torneio, fechando o confronto pelas parciais de 6/3 e 6/4.
Em junho de 2013, participou pela primeira vez de um torneio do Grand Slam, perdendo na primeira rodada das duplas do tradicional Torneio de Wimbledon para os irmãos Bob e Mike Bryan, estes então a dupla n° 1 do mundo. Já na chave de simples, acabou eliminado na segunda rodada do qualifying de Wimbledon, terceiro Grand Slam da temporada, ao ser derrotado pelo norte-americano Bobby Reynolds por 2 sets a 0, parciais de 7/6 (7/3) e 7/6 (9/7).
Em julho, atuando ao lado do compatriota André Sá alcançou a semifinal do ATP 250 de Newport, nos Estados Unidos, depois de baterem a dupla formada pelo australiano Matthew Ebden e o holandês Igor Sijsling em sets diretos, pelas parciais de 6/3 e 6/2. Mas na sequência, não conseguiu avançar para sua primeira final de torneio ATP da carreira. Pois ele e Sá foram eliminados em jogo muito equilibrado pelos franceses Nicolas Mahut e Edouard Roger-Vasselin, por 6/4 e 7/6 (7-4). Na semana seguinte, ainda em julho, jogando ao lado de André Sá, com o qual formava a dupla cabeça de chave 3, Demoliner não resistiu à parceria formada pelo croata Ivo Karlovic e pelo alemão Frank Moser e perdeu nas oitavas de final do ATP 250 de Bogotá (Colômbia) por 2 sets a 0, em jogo que terminou com parciais de 6/4 e 6/3.
No início de outubro, Marcelo Demoliner e o compatriota João Souza, o Feijão, então favoritos por serem Cabeças de chave nº 1, são eliminados do Challenger de São Paulo. Onde em uma estreia 100% brasileira na chave de duplas do torneio, Ricardo Hocevar e Leonardo Kirche surpreenderam Feijão e Demoliner ao vencerem por 2 sets a 1, com parciais de 6/3, 0/6 e 10/8 em 1 hora e 01 minuto de jogo.

### 2014
Demoliner não começou bem a temporada de 2014, pois foi eliminado na primeira rodada do Challenger de São Paulo (com o argentino Guido Andreozzi) e em seguida, também caiu na primeira rodada do Challenger de Chitre (Panamá) e nas quartas de final do Challenger de Bucaramanga (Colômbia), tendo jogado com o croata Franko Škugor nesses dois últimos torneios.
Em fevereiro de 2014, Demoliner chega a uma semifinal de ATP pela primeira vez no ano. E isso aconteceu nas duplas do ATP 250 de Zagreb, na Croácia, onde ele e o parceiro indiano Purav Raja avançaram às semifinais da competição após derrotarem o sueco Johan Brunström e o austríaco Julian Knowle, esta então a terceira dupla favorita do torneio, em sets diretos, por 6/3 e 7/5. Porém na sequência, não conseguiu avançar para sua primeira final de torneio ATP da carreira. Pois ele e Raja foram eliminados no match-tiebreak da semifinal pelos favoritos Jean-Julien Rojer e Horia Tecau por 7/6 (7-4), 3/6 e 10-6.
Em abril, Demoliner disputou a chave de duplas do Santos Brasil Tennis Open, este um torneio de nível Challenger. E ele foi o melhor brasileiro na competição, alcançando as semifinais nas duplas ao lado do holandês Thiemo de Bakker. Porém parou aí, pois foram superados pela parceria formada pelos argentinos Máximo González e Andrés Molteni, que acabaram campeões do torneio paulista.
No final de junho, Demoliner entrou na chave principal de duplas do Torneio de Wimbledon, depois de ter disputado o qualificatório da mais tradicional competição de tênis realizado em piso de grama. Essa foi a segunda vez que ele jogou a chave principal de duplas do Grand Slam inglês. Mas a sua participação na chave principal de duplas masculinas parou na estreia, pois atuando ao lado do indiano Purav Raja, ele foi derrotado pelo colombiano Juan Sebastian Cabal e pelo polonês Marcin Matkowski por 3 sets a 0, com parciais de 6/2, 6/4 e 6/4.
Em julho, Demoliner e o indiano Purav Raja foram eliminados nas quartas de finais da chave de duplas do ATP 250 de Stuttgart, na Alemanha, ao serem derrotados pela parceria formada pelo espanhol Guillermo García-López e o austríaco Philipp Oswald, com duplo 6/4 em 1 hora e 15 minutos de jogo.
Em seguida, ainda em julho, Demoliner e o tenista indiano Purav Raja caíram nas quartas de final da chave de duplas do ATP 250 de Bogotá, na Colômbia, este disputado sobre o piso rápido, ao serem superados na competição pelo dueto formado pelo canadense Adil Shamasdin e o indiano Divij Sharan por 2 sets a 0, com parciais de 6/2 e 6/4, após 59 minutos de partida.
No final de setembro de 2014, Demoliner e o paulista João Olavo Souza, o Feijão, conquistaram o título da chave de duplas do Challenger de Quito, no Equador, onde na decisão eles derrotaram a dupla formada pelo peruano Duilio Beretta e o uruguaio Martín Cuevas por 2 sets a 0, com um duplo 6/4, em 62 minutos de jogo. Esse foi o 15º torneio em que Feijão e Demoliner jogaram juntos no circuito. E a parceria vinha obtendo sucesso, pois a conquista no saibro equatoriano foi a sexta da dupla, que ainda contabilizava quatro vice-campeonatos.
No final de outubro de 2014, Demoliner conquistou o título da chave de duplas do Challenger de Córdoba, na Argentina, este disputado sobre o piso de saibro, onde na decisão ele e o tenista chileno Nicolás Jarry superaram a parceria formada pelo argentino Juan Ignacio Londero e oboliviano Hugo Dellien por 2 sets a 0, com parciais de 6/3 e 7/5.
No final de novembro, Demoliner ficou com o vice-campeonato de duplas do Challenger de Lima, no Peru, este disputado em quadras de saibro, onde formando a dupla cabeça de chave n° 1 do torneio ao lado do venezuelano Roberto Maytín, ele perdeu na decisão pelas parciais de 6/3 e 6/1 para a parceria formada pelo argentino Guido Pella e pelo peruano Sergio Galdos.

### 2015
Em fevereiro, atuando ao lado do compatriota Thomaz Bellucci alcançou as quartas de final do ATP 250 de Buenos Aires. No entanto, parou aí, pois perderam para o finlandês Jarkko Nieminen e o brasileiro André Sá por 2 sets a 1, de virada, com parciais de 1/6, 6/3 e 10/5.
Em abril de 2015, ele e o mexicano Miguel Ángel Reyes-Varela ficaram com o vice-campeonato da chave de duplas do Jalisco Open, este um torneio Challenger disputado em Guadalajara, no México. Na decisão, eles foram derrotados pela dupla formada pelos norte-americanos Austin Krajicek e Rajeev Ram, que marcaram 5/7, 6/4 e 6/10, em 1 hora e 29 minutos de jogo.
Em maio, Demoliner, então o quarto melhor duplista do Brasil e 108º do ranking de duplas da ATP, conquistou o primeiro título na temporada de 2015 ao vencer a chave de duplas do Challenger de Cáli, na Colômbia. Onde jogando ao lado do mexicano Miguel Varela, então principais cabeças de chave no torneio, eles venceram na final a dupla formada pelo equatoriano Emilio Gómez e o venezuelano Roberto Maytin por 6/1 e 6/2, em apenas 51 minutos.
Em junho de 2015, Marcelo Demoliner e o tenista neozelandês Marcus Daniell ficaram com o vice-campeonato do Challenger de Surbiton, na Inglaterra, este jogado em quadras de piso de grama. Onde na decisão do torneio, eles foram superados pelos tenistas britânicos Ken e Neal Skupski, em sets diretos, pelas parciais de 3/6 e 4/6.
Na semana seguinte, ainda em junho, Demoliner e o neozelandês Marcus Daniell sagraram-se campeões de duplas do Challenger de Ilkley, na Inglaterra, este também jogado na grama, onde na final ele e [[Marcus Daniell venceram os irmãos britânicos Neal e Ken Skupsky por 7/6 e 6/4, em 1 hora e 21 minutos de jogo, vingando-se da derrota sofrida para os tenistas britânicos na final do Challenger de Surbiton, na semana anterior.
Em julho de 2015, atuando nas duplas, alcançou as oitavas de final do tradicional Torneio de Wimbledon. Onde ele e o neozelandês Marcus Daniell foram eliminados na rodada final do qualificatório, mas entraram na chave principal do torneio como lucky-loser, após uma desistência. E na estreia venceram o holandês Robin Haase e o francês Benoit Paire. Essa foi a primeira vitória do gaúcho Marcelo Demoliner em um torneio do Grand Slam. Depois pela segunda rodada, eles contaram com um w.o. do espanhol Guillermo García-López e do tunisiano Malek Jaziri para avançar. Já na terceira rodada, a campanha inédita de Demoliner em um Slam chegou ao fim, pois ele e Daniell foram superados pela dupla formada pelo israelense Jonathan Erlich e o alemão Philipp Petzschner nas oitavas de final de Wimbledon, com parciais de 3/6, 6/4, 3/6 e 3/6.
Na sequência, após surpreender nas quadras de grama em Wimbledon ao vencer seus primeiros jogos em um torneio de Grand Slam e avançar até as oitavas de final nas duplas masculinas do torneio, Demoliner foi eliminado nas quartas de final da chave de duplas do ATP 250 de Newport, nos Estados Unidos, este também disputado na grama. Onde jogando ao lado do sueco Johan Brunström, ele foi derrotado pela parceria formada pelo norte-americano Nicholas Monroe e pelo croata Mate Pavić por 2 sets a 1, com parciais de 6/3, 3/6 e 10/6.
Em seguida, disputou o qualificatório da chave de simples do ATP de Bogotá, na Colômbia. Onde iniciou sua campanha virando sobre o dominicano Jesus Francisco Felix, por 3/6, 6/0 e 6/0. Na segunda rodada bateu o suíço Marco Chiudinelli por duplo 6/4. Depois pela terceira rodada, furou o qualificatório de Bogotá ao marcar duplo 6/4 sobre o norte-americano Kevin King. Assim, pela primeira vez na carreira Demoliner disputou uma chave principal de simples em um torneio da ATP. E ele, então apenas o 1184º no ranking da modalidade de simples, surpreendeu e venceu a 1ª partida em ATPs ao bater o ucraniano Illya Marchenko, então 106º do mundo, por 6/3 e 7/5, em 1 hora e 29 minutos. Mas na sequência, terminou a impressionante campanha de Marcelo Demoliner na chave de simples. Pois, em 1 hora e 30 minutos de partida de oitavas de final, ele caiu diante do 129º colocado mundial, o alemão Michael Berrer, por 6/3 e 7/6(3). Eliminado na chave de simples, ele continuou vivo no ATP colombiano pela modalidade de duplas. E ele o parceiro espanhol Adrian Menendez alcançaram as quartas de final, mas pararam aí, pois perderam uma partida equilibrada diante do dueto formato pelo francês Edouard Roger-Vasselin e o tcheco Radek Stepanek. O placar final do jogo foi um duplo 7/5.
No início de setembro, Demoliner disputou o Grand Slam do US Open pela primeira vez na carreira. E atuando ao lado do compatriota Thomaz Bellucci alcançou às oitavas de final do torneio na chave de duplas. No entanto, parou aí, pois os dois foram eliminados pelos veteranos Tommy Haas, da Alemanha e Radek Stepanek, da República Tcheca por 2 sets a 1, com parciais de 6/3, 3/6 e 7/6 (7-3).
No final de setembro, Demoliner estreou com vitória na chave de duplas do ATP 250 de Metz, na França. Onde, ele e o neozelandês Marcus Daniell derrotaram em sets diretos os irmãos alemães Alexander Zverev e Mischa Zverev por 7/6 (7-3) e 6/4. Mas na sequência, em duelo válido pelas quartas de final, pararam no sul-africano Raven Klaasen e no norte-americano Rajeev Ram, cabeças 3 do torneio, por 6/4 e 6/2.
Em outubro, vindo de quartas de final e semifinal em dois torneios nível Challengers, Demoliner seguiu ao lado do neozelandês Marcus Daniell e juntos fizeram uma boa estreia no ATP 250 de Estocolmo na Suécia. Onde a dupla confirmou todos os games de saque e derrotou a parceria formada pelo polonês Mariusz Fyrstenberg, então 60º do mundo, e o mexicano Santiago González, então 58º do mundo, pelas parciais de 6/4 e 6/3, em 1h01min. Porém na partida seguinte, válida pelas quartas de final, a dupla fez um jogo muito equilibrado, mas acabou superada pelos norte-americanos Eric Butorac e Scott Lipsky, cabeças de chave 3 do torneio, com parciais de 7/6 (7-4) e 7/5, em 1h37min.
No final de novembro, Demoliner garantiu lugar em sua quinta final de duplas em torneios Challenger na temporada de 2015. Jogando ao lado do português Gastão Elias, ele venceu a semifinal do Challenger de Montevidéu, no Uruguai, contra o chileno Julio Peralta e do argentino Horacio Zeballos por 6/4 e 6/3. Mas, o duplista gaúcho e o português perderam na final para a dupla cabeça de chave 1 do torneio formada pelo eslovaco Andrej Martin e o chileno Hans Podlipnik por 6/4, 3/6 e 10-6.

### 2016

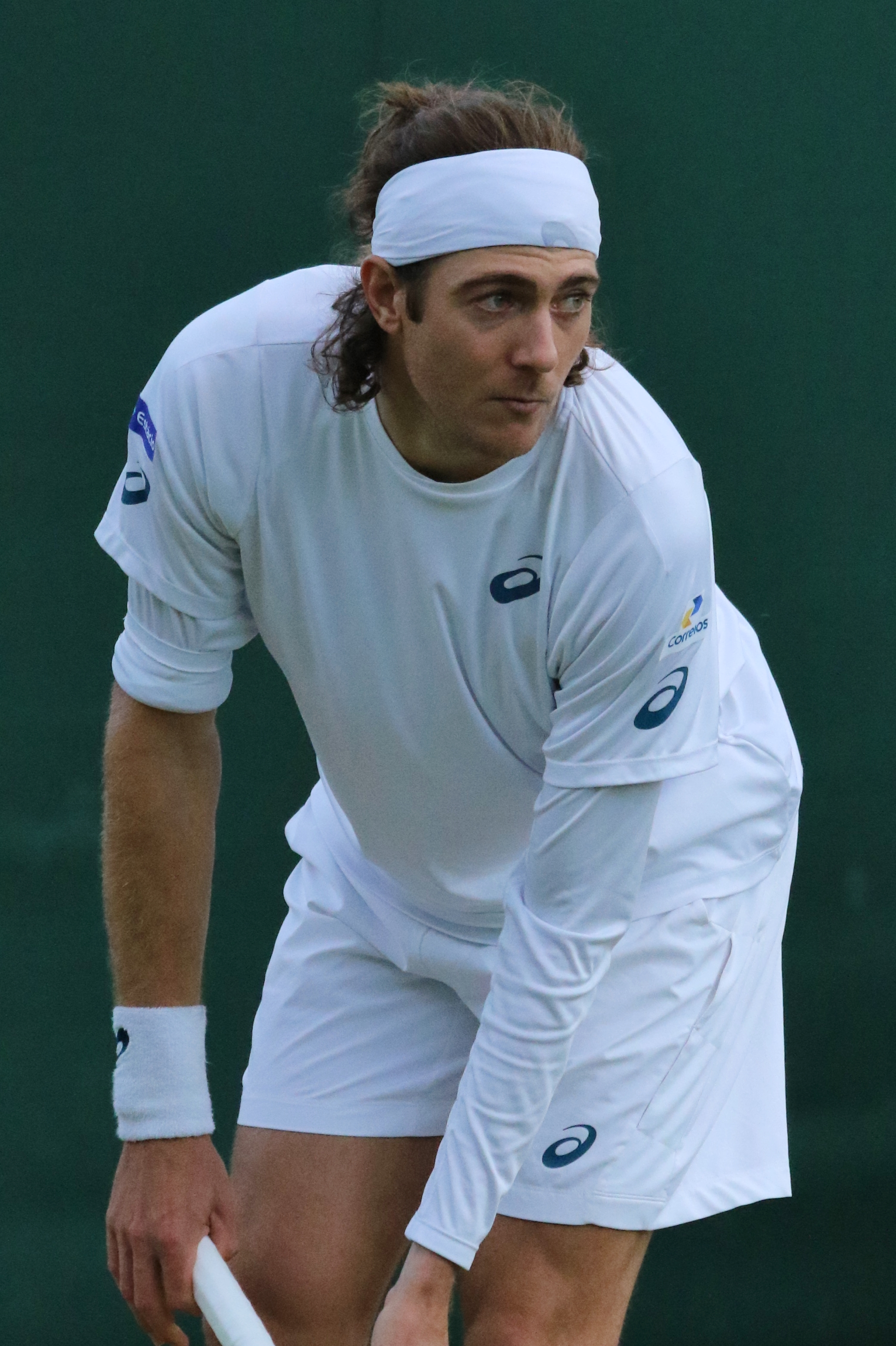
Marcelo Demoliner em Wimbledon 2016

Marcelo Demoliner começou bem a temporada de 2016 pois, ao lado do dinamarquês Frederik Nielsen, ele estreou com vitória nas duplas do Challenger de Bangcoc, na Tailândia, ao vencer o belga Kimmer Coppejans e o holandês Mark Vervoort por 2 sets a 0, com parciais de 6/3 e 7/6 (7-3). Mas depois de uma boa estreia, a parceria foi eliminada nas quartas de final do torneio ao perderam para os suecos Johan Brunström e Andreas Siljeström por dois sets a zero, com parciais de 7/5 e 7/6 (3), em 1h39min de partida.
Posteriormente, ainda em janeiro, a dupla brasileira formada pelo gaúcho Marcelo Demoliner e pelo paulista Thomaz Bellucci disputou o Aberto da Austrália. E a parceria abriu a campanha com vitória de virada sobre o mexicano Santiago González e o austríaco Julian Knowle, por 2 sets a 1, com parciais de 4/6, 6/3 e 7/5. Mas na partida seguinte, enfrentando Treat Huey, das Filipinas, e o bielorrusso Max Mirnyi, eles não tiveram um bom desempenho e acabaram sendo eliminados por 2 sets a 1, de virada, parciais de 7/5, 6/7 e 4/6.
Na sequência, no início de fevereiro, Marcelo Demoliner estreou com o pé direito no ATP 250 de Quito, no Equador, evento sobre o piso de saibro. O gaúcho e o paulista Thomaz Bellucci derrotaram a dupla do italiano Paolo Lorenzi e do espanhol Inigo Cervantes por 5/7, 6/3 e 10/6. Depois de estrear no torneio de duplas com vitória, Demoliner/Bellucci venceram mais uma e passaram à semifinal. Os adversários da vez foram os atuais campeões do torneio, os alemães Gero Kretschmer e Alexander Satschko, que foram superados pelos brasileiros por 2 sets a 1, parciais de 4/6, 6/1 e 10/4. Em seguida, Marcelo Demoliner se classificou para sua primeira decisão nível ATP na carreira, série dos eventos de primeira linha do tênis profissional. Ele e o parceiro Thomaz Bellucci derrotaram a dupla do eslovaco Andrej Martin e do chileno Hans Podlipnik por 2 sets a 1 com parciais de 6/3, 3/6 e 10/4 após 1h07min. Mas, depois de ótima campanha, na final de duplas masculinas a parceria formada entre Demoliner e Bellucci ficou com o vice-campeonato do ATP 250 de Quito. Os dois foram derrotados por 2 sets a 0 pelo espanhol Pablo Carreño Busta e pelo argentino Guillermo Durán, com parciais de 7/5 e 6/4, em uma hora e 18 minutos. O vice-campeonato em Quito, levou Demoliner a um inédito 67º posto da ATP.
Na semana seguinte, Demoliner disputou a chave de duplas do ATP 250 de Buenos Aires. Mas, ao lado canhoto espanhol Albert Ramos, foi superado na estreia pelos principais cabeças de chave do torneio, os colombianos Robert Farah e Juan Sebastián Cabal, com parciais de 7/6 (7-5) e 6/2. No início da semana seguinte, Demoliner bateu o melhor ranking da carreira ao atingir o 65º lugar da ATP. Ainda nessa semana, Demoliner e Bellucci seguiram embalados no terceiro torneio deles jogando juntos na temporada e em jogo que parecia perdido, lutaram muito e conseguiram uma incrível virada na estreia da chave de duplas do ATP 500 do Rio Open. Eles haviam perdido o primeiro set e tinham 0/4 no segundo antes de reagir e marcar 6/7 (6-8), 7/6 (7-4) e 10-4 em cima do britânico Aljaz Bedene e do espanhol Albert Ramos. Depois, pelas quartas de final, os dois derrotaram os franceses Jo-Wilfried Tsonga e Paul-Henri Mathieu em sets diretos, com parciais de 7/5 e 6/2, depois de 66 minutos de jogo. Mas na partida seguinte, então cabeças de chave número 2, os colombianos Juan Sebastián Cabal e Robert Farah fizeram valer o favoritismo na semifinal de duplas e acabaram com a festa do paulista Thomaz Bellucci e do gaúcho Marcelo Demoliner em vitória por 2 sets a 0, com duplo 6/4, depois de 1h21 de confronto. Entretanto, por ser semifinalista na chave de duplas do Rio Open, Marcelo Demoliner deu novo salto no ranking e bateu a melhor marca da carreira ao atingir o 56º lugar.
Após o Rio Open, a dupla formada por Thomaz Bellucci e Marcelo Demoliner não passou da estreia no Brasil Open, este um ATP 250 disputado em São Paulo. Eles foram derrotados pelos argentinos Guillermo Durán e Andrés Molteni por 2 sets a 0, parciais de 6/4 e 6/2.
Após o Brasil Open, Marcelo Demoliner cumpriu três meses de suspensão por ter sido pego no exame antidoping durante a disputa do Aberto da Austrália, em janeiro. Ele divulgou uma nota justificando a punição recebida. Nela, afirmou que o "grau de culpa foi o mínimo possível, já que não tive controle sobre a ingestão dessa substância (hidroclorotiazida)". Ainda conforme ele, o uso do diuretico "não teve o objetivo de aumento de performance". Mas, mesmo com essas alegações, Demoliner foi punido e perdeu os pontos conquistados, entretanto seguiu entre os 80 melhores duplistas do mundo.
Após a punição e sem jogar desde fevereiro, quando foi eliminado na estreia do Brasil Open, Marcelo Demoliner atuou ao lado do croata Marin Draganja e acabou sendo derrotado na primeira rodada da chave de duplas do Torneio de Roland Garros pelo lituano Ričardas Berankis e pelo tcheco Lukáš Rosol, que ganharam de virada com parciais de 6/7 (3-7), 7/6 (11-9) e 6/4.
Alguns dias após a eliminação em Roland Garros, Marcelo Demoliner jogou seu primeiro torneio preparatório para Wimbledon. Mas foi superado em sua estreia na temporada de grama, pois em jogo válido pela primeira rodada do ATP 250 de 's-Hertogenbosch, na Holanda, onde jogou ao lado do norte-americano Nicholas Monroe, ele sofreu um revés de duplo 6/3 contra a parceria formada pelo luxemburguês Gilles Müller e o dinamarquês Frederik Nielsen.
Na sequência, Marcelo Demoliner seguiu jogando na Europa visando preparar-se para Wimbledon. E ele começou com tudo no Challenger de Ilkley, na Inglaterra, ao lado do paquistanês Aisam-ul-Haq Qureshi. Pois eles bateram primeiramente o holandês Sander Arends e o austríaco Tristan-Samuel Weissborn, por 7/6(5) e 6/4. Depois, voltaram à quadra para a disputa das quartas de final e fizeram novas vítimas, os indianos Purav Raja e Divij Sharan, por 7/5 e 6/4. Vindos de duas vitórias em rodada dupla, eles venceram a semifinal contra os suecos Johan Brunström e Andreas Siljeström por 6/3 e 7/6 (7-3) em 1h16. Já na final, Demoliner esteve muito perto de conquistar o bicampeonato de duplas no Challenger britânico nas quadras de grama de Ilkley. Mas, ele e Qureshi perderam a final para os holandeses Wesley Koolhof e Matwe Middelkoop por 2 sets a 1, parciais de 7/6 (7-5), 0/6 e 10-8.
Alguns dias depois do vice-campeonato em Ilkley, Marcelo Demoliner disputou mais um Grand Slam, dessa vez em Wimbledon, torneio mais tradicional do tênis mundial, disputado sobre a grama do All England Club, em Londres. E atuando ao lado da americana Nicole Melichar, caiu para o filipino Treat Conrad Huey e a polonesa Alicja Rosolska, por 6/0 e 7/6(1), em 58 minutos de jogo válido pela primeira rodada das duplas mistas. Curiosamente, nas duplas masculinas, em que fez parceria com o paquistanês Aisam-ul-Haq Qureshi, depois de derrotar a dupla do austríaco Julian Knowle e do neozelandês Artem Sitak por 2 sets a 0 com parciais de 7/6 (7-4) e 6/3, também foi eliminado pelo filipino Treat Conrad Huey, que levou a melhor, junto ao bielorrusso Max Mirnyi, num duríssimo jogo: 6/4, 6/7(7) e 6/3.

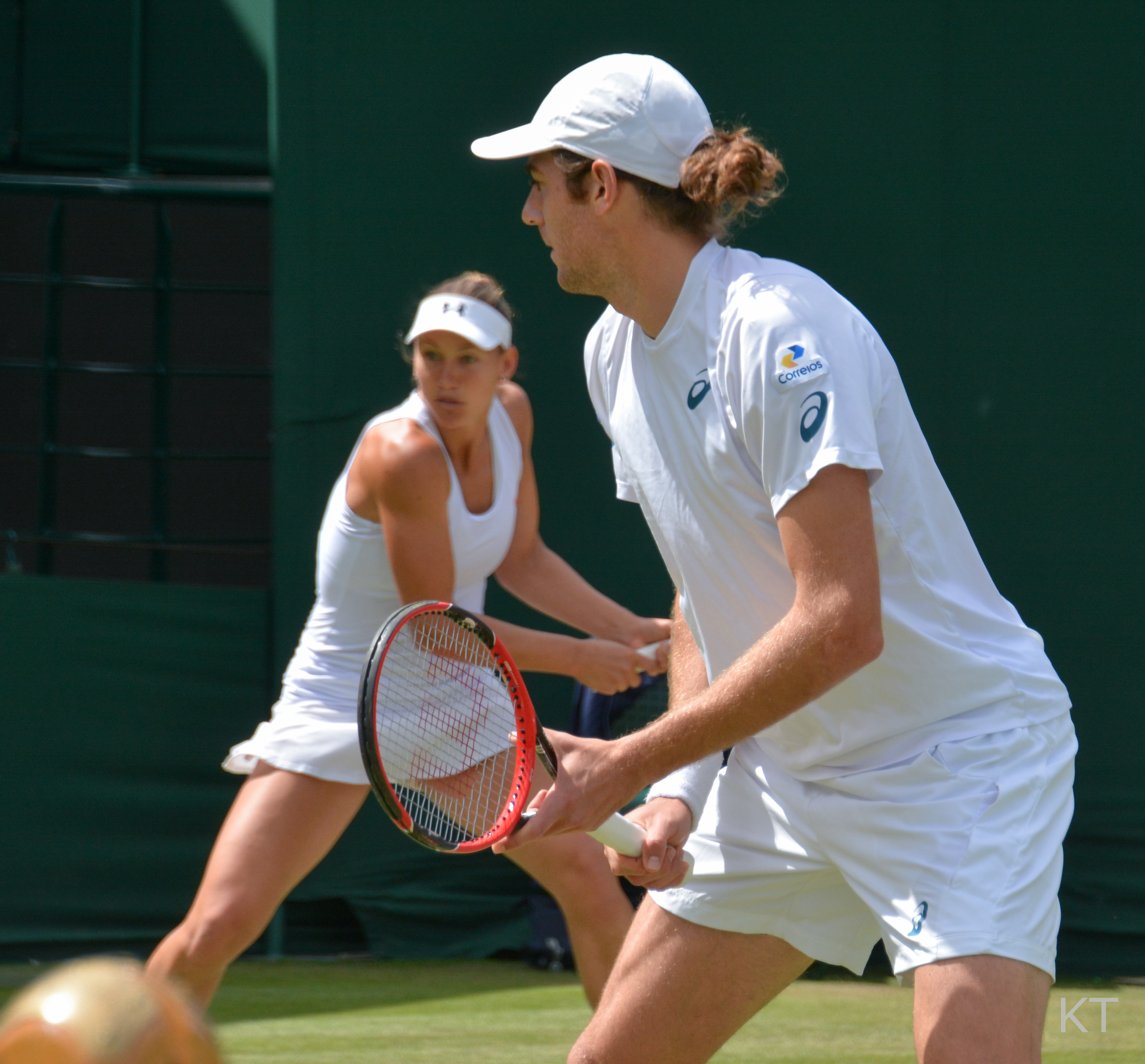
Nicole Melichar e Marcelo Demoliner em Wimbledon 2016

Após Wimbledon, Marcelo Demoliner se deu bem em seu retorno a quadras de saibro e estreou com vitória no ATP 250 de Bastad, na Suécia. Onde jogando ao lado do neozelandês Marcus Daniell, com quem formou a dupla cabeça de chave 4, precisou de 62 minutos para despachar os portugueses João Sousa e Gastão Elias em sets diretos, com parciais de 6/1 e 6/4. Em seguida, pelas quartas de final, ele e o parceiro fizeram valer a condição de favoritos e bateram os convidados da casa Isak Arvidsson e Fred Simonsson de virada, com parciais de 3/6, 6/3 e 10-5. Na sequência, avançaram para a decisão com a vitória na semifinal sobre o argentino Facundo Bagnis e o britânico Aljaz Bedene por 2 sets a 0, com parciais de 7/5 e 6/4. Já na final, mesmo entrosados, não deu para eles e acabaram vice-campeões do torneio sueco ao perderem para os espanhóis David Marrero e Marcel Granollers por 6/2 e 6/3 após 58 minutos. Essa foi a segunda final de Demoliner em ATPs, sendo que pela segunda vez ficava com o vice-campeonato.
Na semana seguinte após ser vice-campeão em Bastad, seguiu boa a fase do gaúcho Marcelo Demoliner jogando ao lado do australiano Marcus Daniell. Pois juntos bateram os suecos Johan Brunström e Andreas Siljeström, por 7/6(6) e 6/4, em 1h32 de jogo, na estreia em Gstaad, Suíça, também um ATP 250 jogado sobre o saibro. já na partida seguinte, válida pelas quartas de final, eles enfrentaram os cabeças de chave número um do torneio. E os dois caíram em dois tie-breaks diante da parceria favorita formada pelo croata Mate Pavić e do neozelandês Michael Venus com parciais de 7/6 (7-3) e 7/6 (7-5) após 1h32min de duração.

### 2017: Semifinal de duplas mistas em Wimbledon, quatro finais, top 35

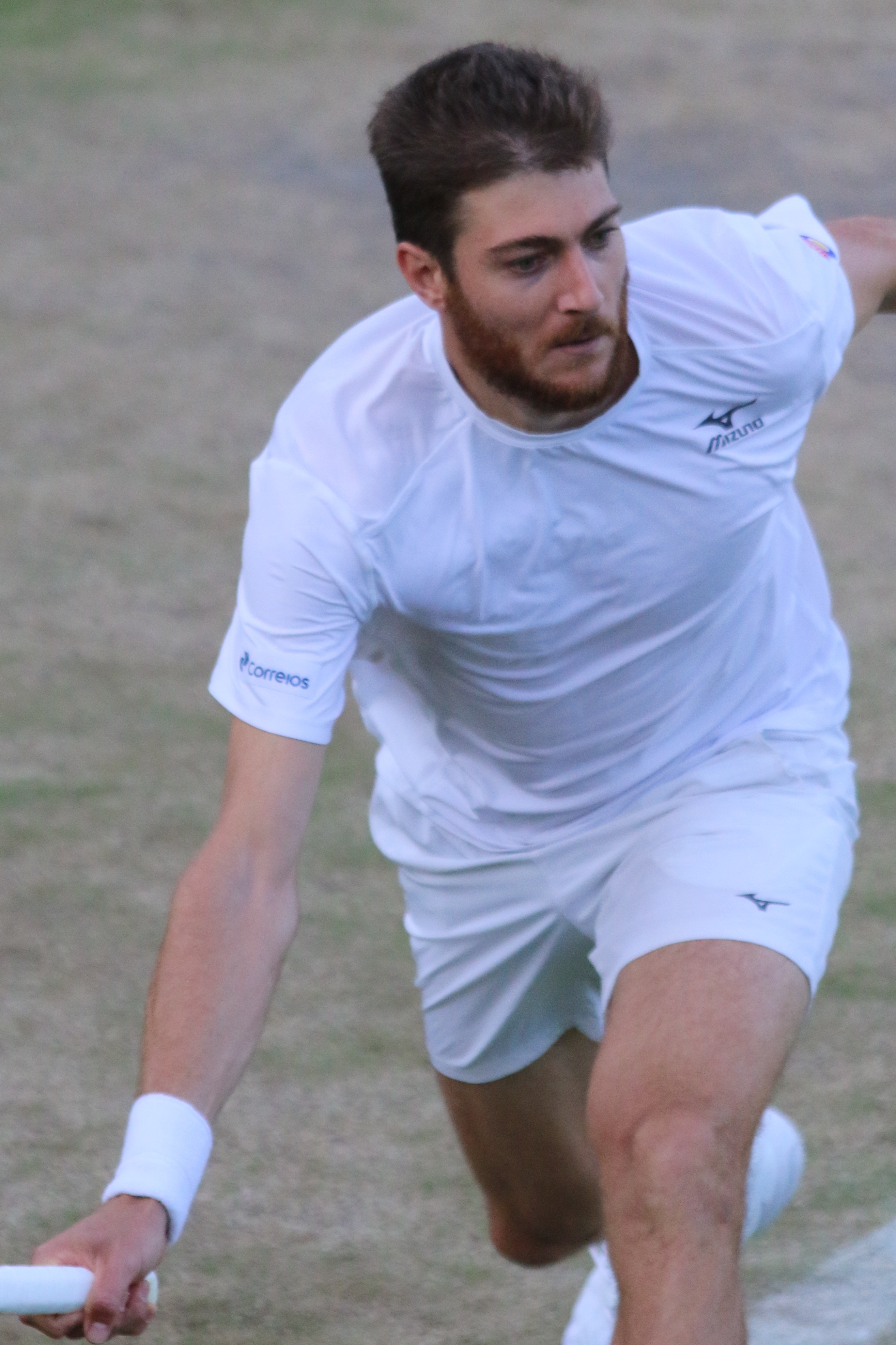
Marcelo Demoliner em Wimbledon 2017

Em 2017, chegou à 3ª rodada do Australian Open e conquistou mais três vice-campeonatos no nível ATP 250 em São Paulo no Brasil Open, Lyon no Lyon Open e  Chengdu no Chengdu Open ao lado de Marcus Daniell. Ele também foi vice-campeão do ATP 500  de Viena ao lado de Sam Querrey pela primeira vez neste nível.

### 2018: Primeiro título ATP, segunda semifinal de duplas mistas

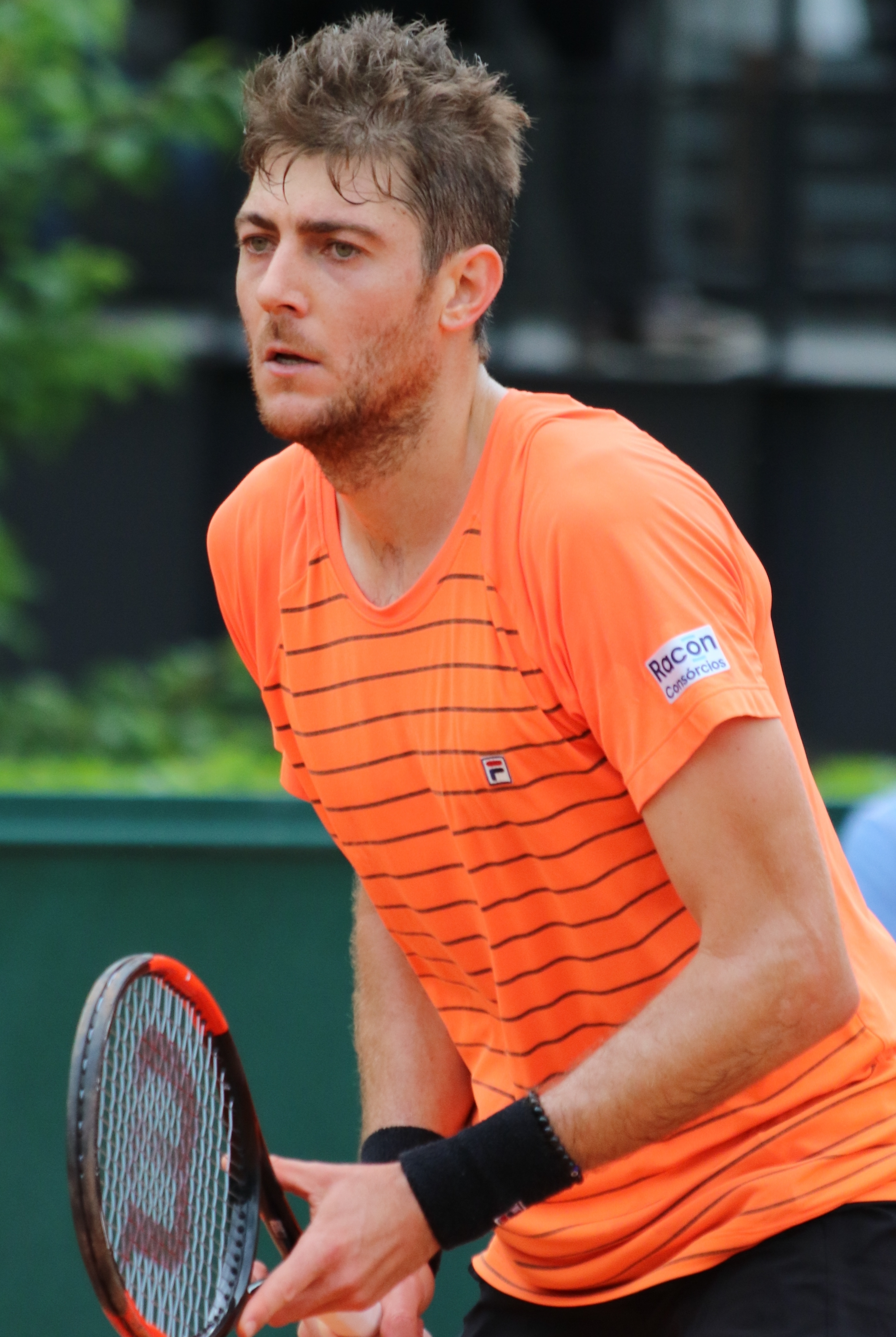
Marcelo Demoliner em Roland Garros 2018

Em 2018, conquistou seu primeiro título ATP 250 em Antalya com Santiago González. Ele também foi vice-campeão do ATP 250 da Antuérpia, e conquistou um título Challenger na Barcelona.

### 2019: 100ª vitória na carreira, parceria com Middlekoop
Em 2019, ele ganhou um título Challenger em Canberra ao lado do francês Hugo Nys, dois vice-campeonatos, no ATP 250 em Munique e Zhuhai, ao lado do indiano Divij Sharan e do holandês Matwé Middelkoop respectivamente e ganhou um título ATP 250 em Moscou ao lado de Middelkoop, completando sua vitória na carreira de número 100 . Ao final do evento russo, Demoliner encerrou a temporada buscando descanso e treinos para o Aberto da Austrália 2020 ao lado de Middelkoop em janeiro.

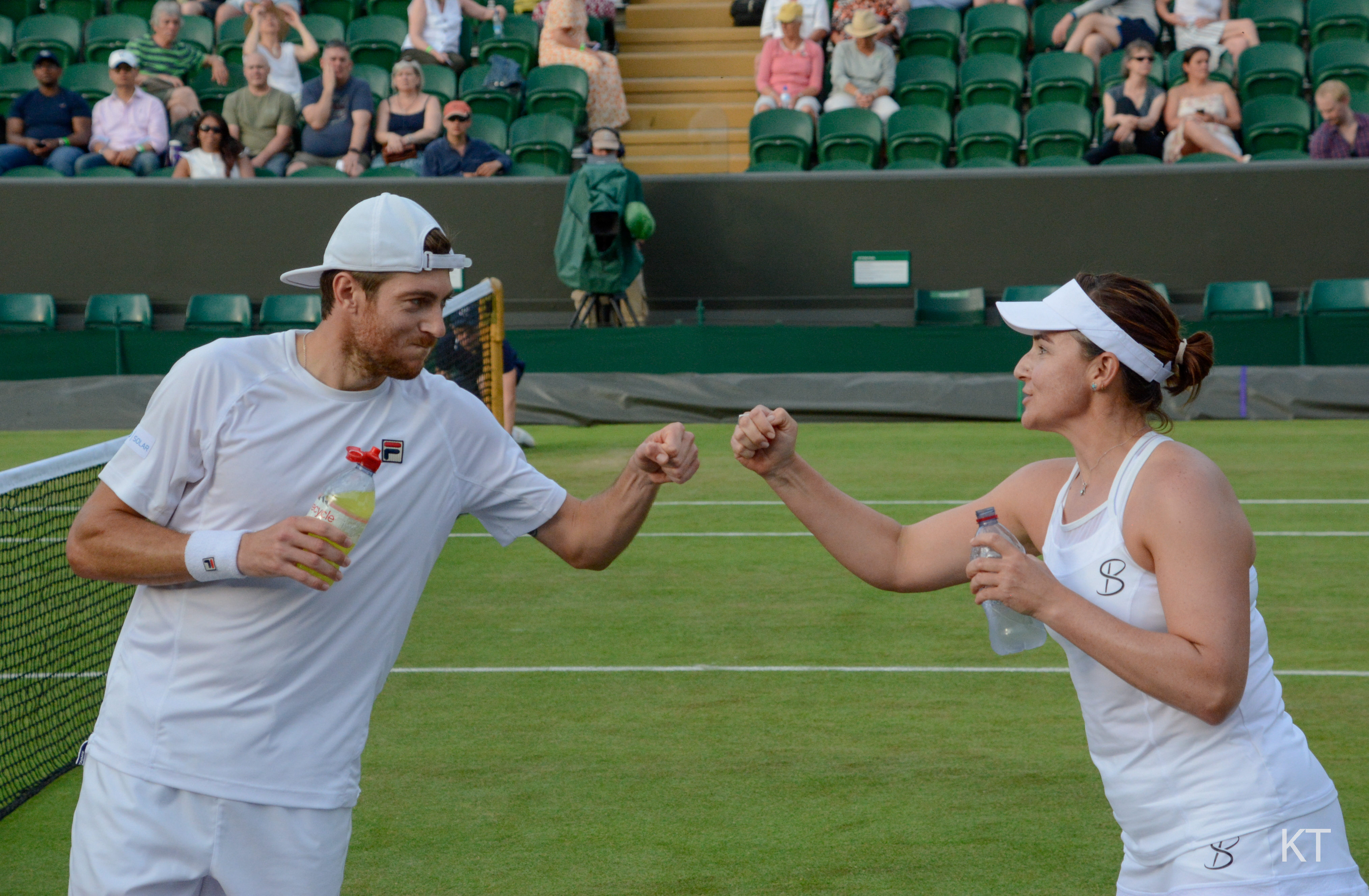
Marcelo Demoliner e Abigail Spears em Wimbledon 2019

### 2020: Um título, uma final
Em 2020, chegou a duas finais ao lado do Middlekoop. Na temporada de torneios sul-americanos, venceram o Córdoba Open derrotando os argentinos Leonardo Mayer e Andrés Molteni na final. Em outubro, foram vice-campeões no St. Petersburg Open perdendo para a dupla número 2, o austríaco Jürgen Melzer e o francês Édouard Roger-Vasselin.

### 2021: Quarto título ATP, Hiato devido a cirurgia
Em 2021, Demoliner e seu atual parceiro Santiago González tomaram a primeira dose da vacina COVID-19 no Aberto da Sérvia 2021. Na temporada de grama, ele conquistou seu quarto título ATP 250 no Stuttgart Open derrotando o uruguaio Ariel Behar e Gonzalo Escobar do Equador. No dia 31 de outubro, Demoliner anunciou o fim da temporada devido a uma lesão no joelho e logo depois passou por uma cirurgia bem-sucedida.

### 2022: Primeiras quartas de final do Grand Slam com João Sousa
Em 2022, Demoliner deveria retornar no 2022 Chile Open após quatro meses sem jogar, mas desistiu antes do torneio. Nove meses após sua cirurgia, Demoliner retornou em um evento ATP Challenger Tour Brawo Open na Alemanha, onde em parceria com Jan-Lennard Struff ele conquistou o título.
Usando uma classificação protegida no US Open, chegou às quartas de final do Grand Slam pela primeira vez na carreira com seu parceiro João Sousa, nunca tendo passado da terceira rodada em um Major.

### 2023: Retorno ao top 100, Quinto título com Vavassori
Classificado em 98º lugar no Grand Prix Hassan II de 2023, ele ganhou seu quinto título de duplas com Andrea Vavassori. Como resultado, ele voltou ao top 75 do ranking de duplas. Este ano, Demoliner também chegou às semifinais do ATP 500 de Halle, foi vice-campeão do ATP 250 de Gstaad e chegou às semifinais do ATPs 250 de Winston-Salem e Buenos Aires.
Nos Jogos Pan-Americanos de 2023, disputando duplas, Demoliner e Gustavo Heide superaram a hostil torcida chilena e levaram o ouro. Ambos tendo que disputar duas finais no mesmo dia, após conquistarem o ouro nas duplas masculina e feminina, Demoliner e Luisa Stefani foram para o final de duplas mistas e obtiveram mais uma medalha, agora de prata.

### 2024: Circuito challenger
Em 2024 Demoliner rodou pelo circuito dos Challengers, sendo campeão dos Challenger de São Leopoldo, Amersfoort, Verona e Moulleron le Captif. 

### 2025: Volta aos ATPs
Aos 36 anos, Demoliner venceu os challengers de Rosario e Birmingham e foi finalista nos Challengers de Piracicaba e Oeiras. Em Wimbledon, no meio do ano, chegou à 3a rodada junto com Guido Andreozzi, repetindo assim seu melhor resultado no torneio.

## Finais de ATP

### Duplas: 16 (5 títulos, 11 vices)
| Legenda                           |
| --------------------------------- |
| Grand Slam (0–0)                  |
| ATP World Tour Finals (0–0)       |
| ATP World Tour Masters 1000 (0–0) |
| ATP World Tour 500 Series (0–2)   |
| ATP World Tour 250 Series (5–9)   |

| Títulos por superfície |
| ---------------------- |
| Duro (1–5)             |
| Saibro (2–6)           |
| Grama (2–0)            |

| Títulos por cenário |
| ------------------- |
| Outdoor (4–8)       |
| Indoor (1–3)        |

| Resultado | V–D  | Data     | Torneio                        | Tipo       | Superfície | Parceiro          | Oponentes na final                   | Placar                     |
| --------- | ---- | -------- | ------------------------------ | ---------- | ---------- | ----------------- | ------------------------------------ | -------------------------- |
| Derrota   | 0–1  | Fev 2016 | Quito, Equador                 | 250 Series | Saibro     | Thomaz Bellucci   | Pablo Carreño Busta Guillermo Durán  | 5–7, 4–6                   |
| Derrota   | 0–2  | Jul 2016 | Båstad, Suécia                 | 250 Series | Saibro     | Marcus Daniell    | Marcel Granollers David Marrero      | 2–6, 3–6                   |
| Derrota   | 0–3  | Mar 2017 | São Paulo, Brasil              | 250 Series | Saibro     | Marcus Daniell    | Rogério Dutra Silva André Sá         | 6–7(5–7), 7–5, [7–10]      |
| Derrota   | 0–4  | Mai 2017 | Lyon, França                   | 250 Series | Saibro     | Marcus Daniell    | Andrés Molteni Adil Shamasdin        | 3–6, 6–3, [5–10]           |
| Derrota   | 0–5  | Out 2017 | Chengdu, China                 | 250 Series | Duro       | Marcus Daniell    | Jonathan Erlich Aisam-ul-Haq Qureshi | 3–6, 6–7(3–7)              |
| Derrota   | 0–6  | Out 2017 | Viena, Áustria                 | 500 Series | Duro (c)   | Sam Querrey       | Rohan Bopanna Pablo Cuevas           | 6–7(7–9), 7–6(7–4), [9–11] |
| Vitória   | 1–6  | Jun 2018 | Antália, Turquia               | 250 Series | Grama      | Santiago González | Sander Arends Matwé Middelkoop       | 7–5, 6–7(6–8), [10–8]      |
| Derrota   | 1–7  | Out 2018 | Antuérpia, Bélgica             | 250 Series | Duro (c)   | Santiago González | Nicolas Mahut Édouard Roger-Vasselin | 4–6, 5–7                   |
| Derrota   | 1–8  | Mai 2019 | Munique, Alemanha              | 250 Series | Saibro     | Divij Sharan      | Frederik Nielsen Tim Pütz            | 4–6, 2–6                   |
| Derrota   | 1–9  | Set 2019 | Zhuhai, China                  | 250 Series | Duro       | Matwé Middelkoop  | Sander Gillé Joran Vliegen           | 6–7(2–7), 6–7(4–7)         |
| Vitória   | 2–9  | Out 2019 | Moscou, Rússia                 | 250 Series | Duro (c)   | Matwé Middelkoop  | Simone Bolelli Andrés Molteni        | 6–1, 6–2                   |
| Vitória   | 3–9  | Fev 2020 | Córdoba, Argentina             | 250 Series | Saibro     | Matwé Middelkoop  | Leonardo Mayer Andrés Molteni        | 6–3, 7–6(7–4)              |
| Derrota   | 3–10 | Out 2020 | São Petersburgo, Rússia        | 500 Series | Duro (c)   | Matwé Middelkoop  | Jürgen Melzer Édouard Roger-Vasselin | 2–6, 6–7(4–7)              |
| Vitória   | 4–10 | Jun 2021 | Stuttgart Open, Alemanha       | 250 Series | Grama      | Santiago González | Ariel Behar Gonzalo Escobar          | 4–6, 6–3, [10–8]           |
| Vitória   | 5–10 | Abr 2023 | Grand Prix Hassan II, Marrocos | 250 Series | Saibro     | Andrea Vavassori  | Alexander Erler Lucas Miedler        | 6–4, 3–6, [12–10]          |
| Derrota   | 5–11 | Jul 2023 | Swiss Open Gstaad, Suíça       | 250 Series | Saibro     | Matwé Middelkoop  | Dominic Stricker Stan Wawrinka       | 6-7(8–10), 2–6             |

## Finais de Futures e Challengers

### Simples: 13 (6–7)
| Legenda           |
| Challengers (1–1) |
| Futures (5–6)     |

| Resultado | No. | Data                    | Torneio                            | Superfície | Oponente            | Placar                  |
| Finalista | 1.  | 12 de novembro de 2007  | Brasil F22, Porto Alegre, Brasil   | Duro       | Ricardo Hocevar     | 1–6, 6–3, 6–4           |
| Finalista | 2.  | 28 de julho de 2008     | Brasil F13, Ribeirão Preto, Brasil | Saibro     | Alexandre Bonatto   | 3–6, 3–6                |
| Campeão   | 1.  | 22 de setembro de 2008  | Brasil F21, Aracaju, Brasil        | Saibro     | Alejandro Kon       | 6–4, 7–5                |
| Campeão   | 2.  | 11 de maio de 2009      | Blumenau, Brasil                   | Saibro     | Rogério Dutra Silva | 6–1, 6–0                |
| Finalista | 3.  | 15 de junho de 2009     | Brasil F7, Brasília, Brasil        | Saibro     | Leonardo Kirche     | 7–6(7-4), 6–7(2-7), 4–6 |
| Campeão   | 3.  | 10 de maio de 2010      | Brasil F6, Caldas Novas, Brasil    | Saibro     | Rodrigo Guidolin    | 7-6(7-5), 6-4           |
| Finalista | 4.  | 17 de maio de 2010      | Brasil F7, Marília, Brasil         | Saibro     | Leonardo Kirche     | 3-6, 4-6                |
| Campeão   | 4.  | 18 de julho de 2010     | Brasil F15, Guarulhos, Brasil      | Saibro     | Daniel Dutra Silva  | 6-7(4-7), 6-4, 6-4      |
| Finalista | 5.  | 11 de abril de 2011     | Blumenau, Brasil                   | Saibro     | José Acasuso        | 2-6, 2-6                |
| Finalista | 6.  | 15 de agosto de 2011    | Brasil F25, Fortaleza, Brasil      | Saibro     | Ricardo Hocevar     | 2-6, 6-7(2-7)           |
| Campeão   | 5.  | 19 de fevereiro de 2012 | Brasil F7, Lages, Brasil           | Saibro     | José Pereira        | 7-5, 6-4                |
| Campeão   | 6.  | 10 de junho de 2012     | Peru F3, Lima, Peru                | Saibro     | Juan-Pablo Amado    | 7-6(7-3), 6-2           |
| Finalista | 7.  | 17 de junho de 2012     | Peru F4, Arequipa, Peru            | Saibro     | Marcelo Arevalo     | 4-6, 5-7                |

### Duplas: 24 (14–10)
| Legenda           |
| Challengers (7–3) |
| Futures (6–7)     |

| Resultado | No. | Data                | Torneio              | Superfície | Parceiro    | Oponente                                    | Placar             |
| Campeão   | 1.  | 10 de março de 2008 | Badalona, Espanha    | Saibro     | David Rice  | David Canudas-Fernández Oscar Sabate-Bretos | 6–3, 6–1           |
| Campeão   | 2.  | 12 de maio de 2008  | Caldas Novas, Brasil | Saibro     | André Miele | Mauricio Doria-Medina Rodrigo Grilli        | 6–4, 3–6, [10–6]   |
| Finalista | 1.  | 19 de maio de 2008  | Uberlândia, Brasil   | Saibro     | André Miele | Mauricio Doria-Medina Rodrigo Grilli        | 6–7(3-7), 6–7(3-7) |
| Finalista | 2.  | 26 de maio de 2008  | Brasília, Brasil     | Saibro     | André Miele | Rafael Camilo Rodrigo Guidolin              | 6–7(4-7), 6–7(2-7) |
| Campeão   | 3.  | 21 de Julho de 2008 | Brasília, Brasil     | Saibro     | André Miele | Tiago Lopes Fernando Romboli                | 7–5, 6–4           |

- 2009 campeão do Challenger de Blumenau com Rodrigo Guidolin
- 2009 campeão do Challenger de Brasília-2 com Rodrigo Guidolin
- 2012 campeão do Challenger de Bogotá com Víctor Estrella Burgos
- 2012 campeão do Challenger de Campinas com João Olavo Souza
- 2012 campeão do Challenger do Rio de Janeiro com João Olavo Souza
- 2012 campeão do Challenger de Porto Alegre com João Olavo Souza
- 2013 campeão do Challenger de Bucaramanga com Franko Škugor
- 2013 campeão do Challenger de Santiago com João Olavo Souza
- 2013 campeão do Challenger de São Paulo 2 com João Olavo Souza
- 2013 campeão do Challenger de Rio Quente com Fabiano de Paula